# BazTech
BazTech – bibliograficzno-abstraktowa baza danych o polskich czasopismach technicznych; poza artykułami z zakresu nauk technicznych rejestruje również wybrane artykuły z zakresu nauk ścisłych i ochrony środowiska; należy do zasobów Wirtualnej Biblioteki Nauki.

## Historia i stan obecny BazTech
Koncepcja tworzenia bazy BazTech – grupa inicjatywna: Z inicjatywą utworzenia bazy wystąpiły w 1997 roku trzy wyższe uczelnie: 
Akademia Techniczno-Rolnicza w Bydgoszczy (ATR), Politechnika Szczecińska i Wojskowa Akademia Techniczna. 
Pierwsze zbiory opracowane w latach 1998-1999 – po podpisaniu porozumienia między 20. organizacjami –  udostępniono w sieci Internet, na serwerze CIUW. W 2002 roku bazę przeniesiono na serwer ICM UW, włączając do Biblioteki Wirtualnej Nauki. W tym samym roku rozpoczęto współpracę z wydawcami czasopism. W 2009 roku z BazTech współpracowało już 63 wydawców, w zbiorze bibliograficzno-abstraktowym było zarejestrowanych ponad 153 tys. artykułów, a 156 czasopism indeksowanych w bazie udostępniało pełne teksty artykułów. W skład Konsorcjum BazTech wchodziły 22 instytucje (szkoły wyższe i instytuty naukowe). Dane do bazy wprowadzało 78 bibliotekarzy-redaktorów. 29 maja 2012 r. w bazie indeksowanych było 581 czasopism, w tym 78 z dołączonymi plikami PDF zawierającymi pełne teksty artykułów. Liczba rekordów wynosi 231 370, w tym 87 032 z bibliografiami załącznikowymi i 12 493 z plikami PDF.

## Twórcy bazy
Bazę tworzy Konsorcjum BazTech (wcześniej Porozumienie BazTech), do którego należą 23 instytucje: Politechnika Krakowska (od 2006 r. – koordynator Konsorcjum), Akademia Górniczo-Hutnicza, Akademia Morska w Szczecinie, Instytut Techniki Budowlanej w Warszawie, Instytut Zaawansowanych Technologii Wytwarzania w Krakowie, Politechnika Białostocka, Politechnika Gdańska, Politechnika Opolska, Politechnika Lubelska, Politechnika Łódzka, Politechnika Opolska, Politechnika Poznańska, Politechnika Śląska, Politechnika Świętokrzyska, Politechnika Warszawska, Politechnika Wrocławska, Uniwersytet Jagielloński, Uniwersytet Szczeciński, Uniwersytet Warmińsko-Mazurski w Olsztynie, Uniwersytet Technologiczno-Przyrodniczy im. Jana i Jędrzeja Śniadeckich w Bydgoszczy (wcześniej ATR; do 2006 r. – koordynator Porozumienia), Uniwersytet Zielonogórski (wcześniej – Politechnika Zielonogórska), Wojskowa Akademia Techniczna w Warszawie, Zachodniopomorski Uniwersytet Technologiczny w Szczecinie (wcześniej – Politechnika Szczecińska).
Prace koordynują:
- Dorota Buzdygan (Biblioteka Politechniki Krakowskiej) – koordynator projektu,
- Lidia Derfert-Wolf (Biblioteka Główna UTP w Bydgoszczy) – koordynacja merytoryczna, kontakty z wydawcami i redakcjami czasopism,
- Elżbieta Tomczak (Biblioteka Główna UTP w Bydgoszczy – administrowanie danymi, sprawy techniczne.